# Heinrich Beck (Verleger, 1853)
Heinrich Beck (* 19. August 1853 in Nürtingen; † 29. Mai 1914 in Stuttgart) war ein deutscher Verleger und Kommerzienrat. Er leitete als Nachfolger und Schwiegersohn Adolf von Kröners seit 1904 den Verlag Union Deutsche Verlagsgesellschaft, den Kröner 1890 gegründet hatte.
| Personendaten    | Personendaten      |
| ---------------- | ------------------ |
| NAME             | Beck, Heinrich     |
| KURZBESCHREIBUNG | deutscher Verleger |
| GEBURTSDATUM     | 19. August 1853    |
| GEBURTSORT       | Nürtingen          |
| STERBEDATUM      | 29. Mai 1914       |
| STERBEORT        | Stuttgart          |